# Бирикский сельский округ
Бирикский сельский округ — административно-территориальное образование в Казталовском районе Западно-Казахстанской области.

## Административное устройство
1. село Ажибай
2. село Кызылту
3. село Саралжын